# تیم یانگ (ورزشکار)
تیم یانگ (انگلیسی: Tim Young؛ زادهٔ april ۹, ۱۹۶۹ (۵۵ سال)) ورزشکار روئینگ اهل ایالات متحده آمریکا است.
وی در مسابقات کشوری و بین‌المللی در مجموع برندهٔ ۱ مدال نقره شده‌است.